# Neuschönau
Neuschönau là một đô thị thuộc huyện Freyung-Grafenau trong bang Bayern nước Đức. Đô thị Neuschönau có diện tích 27,54 km², dân số thời điểm 31 tháng 12 năm 2006 là 2359 người.

## Baumwipfelpfad Neuschönau

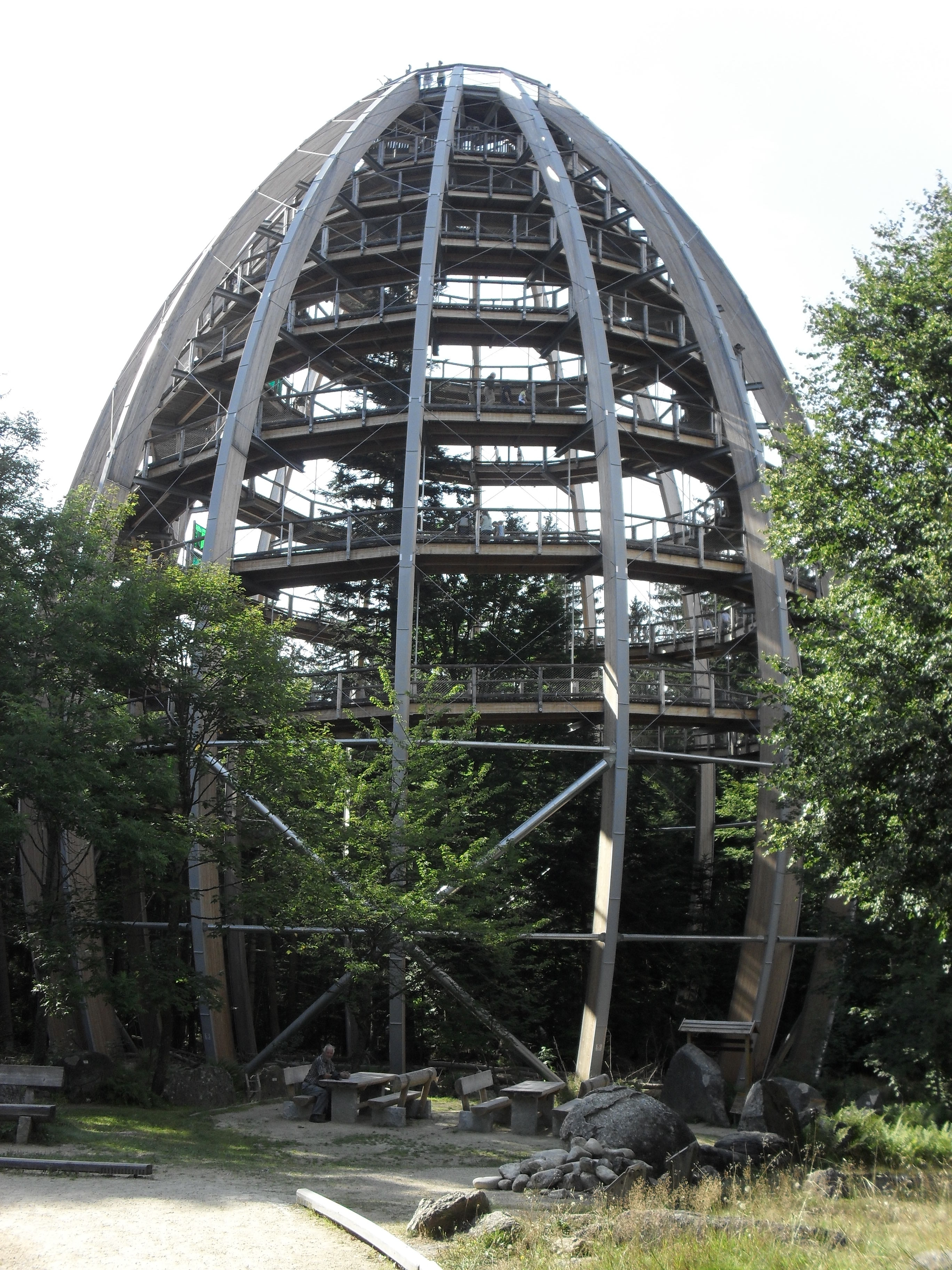
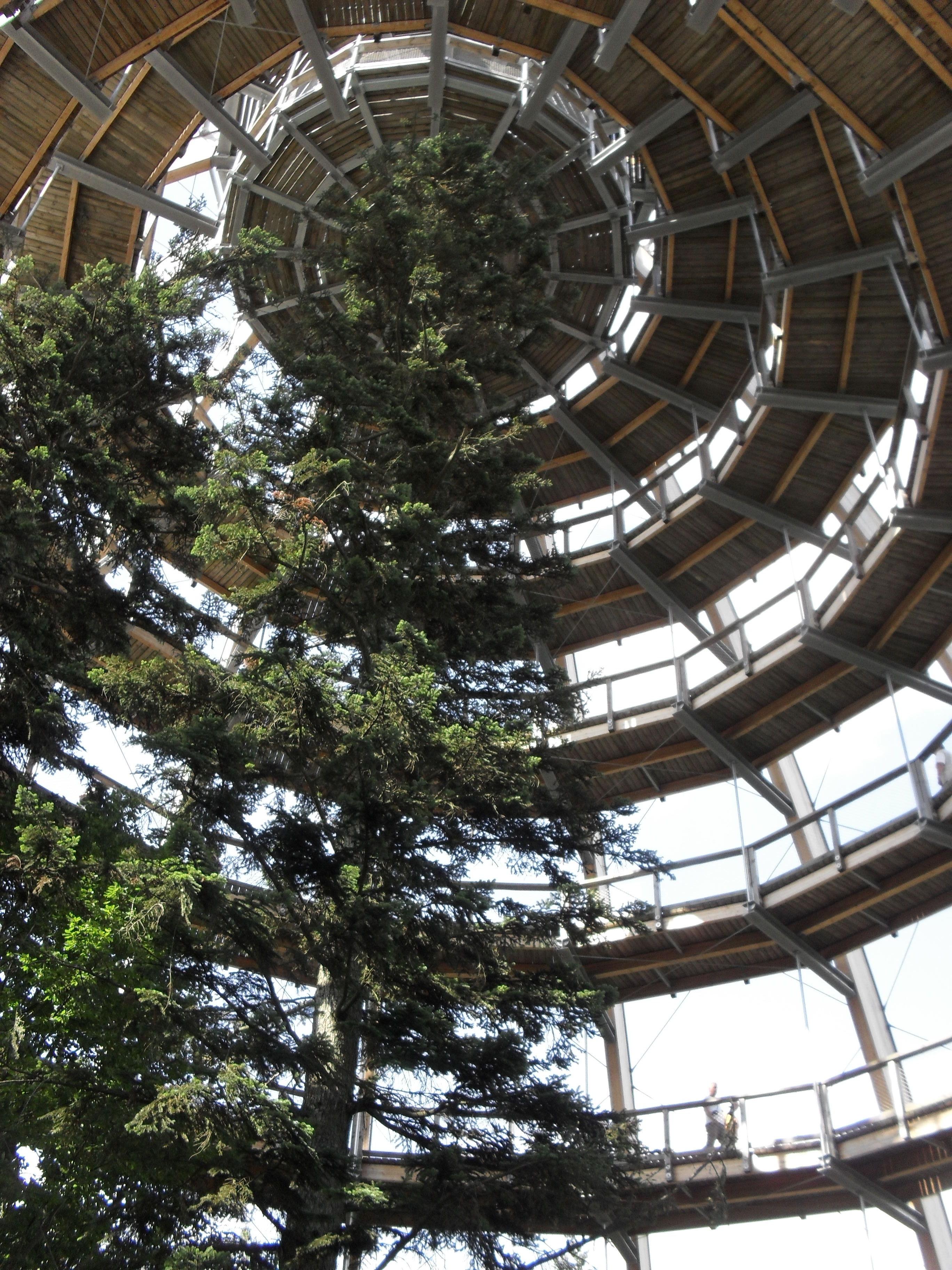
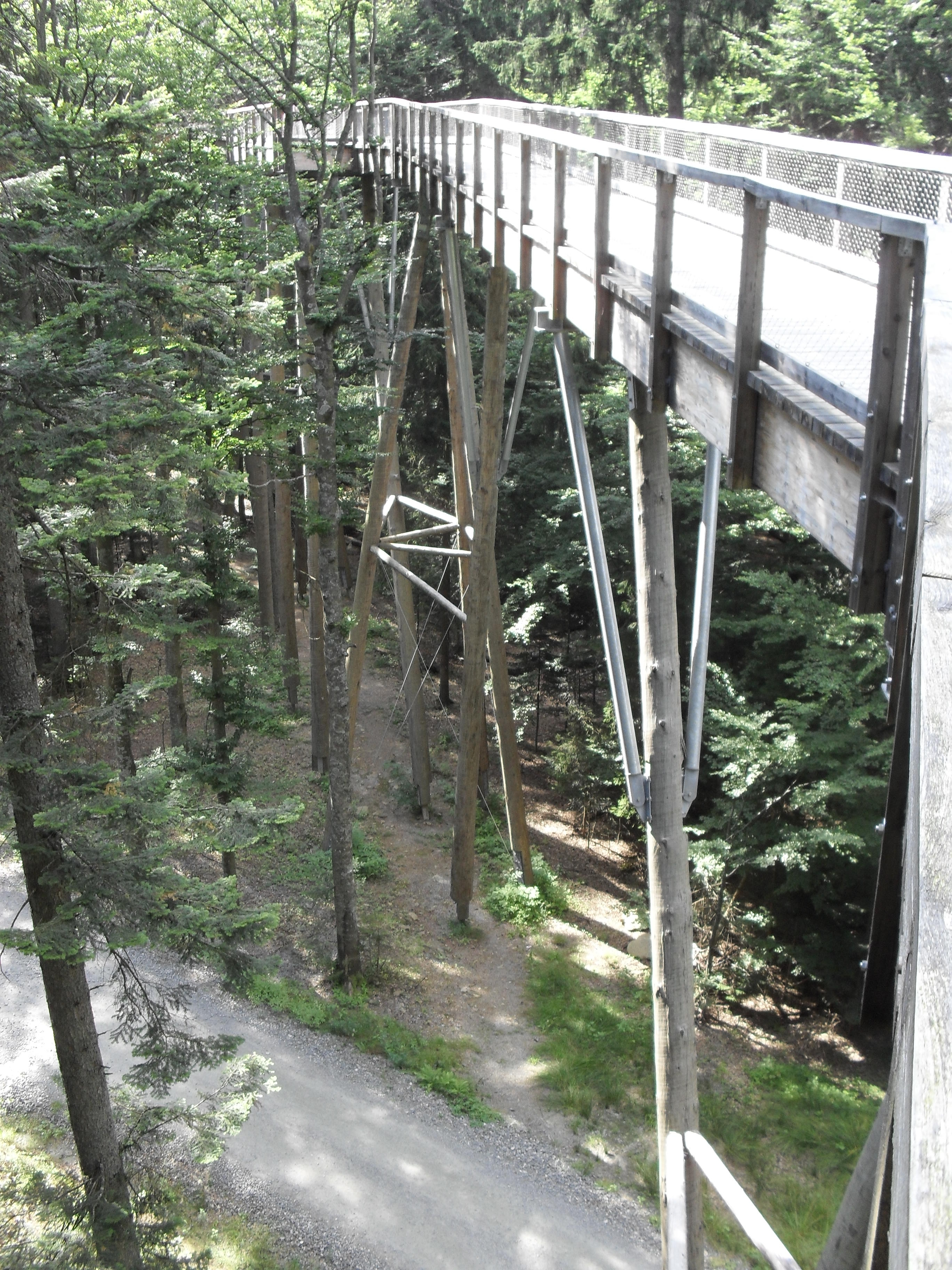